# Cam (rivière de Marlborough)
Pour les articles homonymes, voir Cam.
La rivière Cam River (en anglais : Cam River) est un cours d’eau de l’Île du Sud de la Nouvelle-Zélande.

## Géographie
Elle s’écoule vers le nord à partir de la chaîne de Kaikoura, et est un affluent du fleuve Awatere.
Cam River est aussi un autre nom de la rivière « Cam/Ruataniwha ».